# Tridimensionale (singolo)
Tridimensionale è un singolo del cantautore italiano Biagio Antonacci e del deejay italiano Benny Benassi, pubblicato il 12 maggio 2023 come quarto estratto dal sedicesimo album in studio di Antonacci L'inizio.

## Tracce
Testi di Biagio Antonacci, Davide Simonetta, Paolo Antonacci e Alessandro Raina, musiche di Biagio Antonacci, Marco Benassi, Davide Simonetta e Alessandro Raina.
1. Tridimensionale – 2:48